# Arokpa
Arokpa este o comună din departamentul Sassandra, regiunea Bas-Sassandra, Coasta de Fildeș.